# Rocles (Allier)
Pour les articles homonymes, voir Rocles.
Rocles est une commune française, située dans le département de l'Allier en région Auvergne-Rhône-Alpes.

## Géographie

### Communes limitrophes
Ses communes limitrophes sont :
|                    | Saint-Hilaire Gipcy |           |
| Buxières-les-Mines | Rocles              | Tronget   |
| Saint-Sornin       |                     | Le Montet |

### Climat
Pour des articles plus généraux, voir Climat d'Auvergne-Rhône-Alpes et Climat de l'Allier.
En 2010, le climat de la commune est de type climat océanique dégradé des plaines du Centre et du Nord, selon une étude du CNRS s'appuyant sur une série de données couvrant la période 1971-2000. En 2020, Météo-France publie une typologie des climats de la France métropolitaine dans laquelle la commune est dans une zone de transition entre le climat océanique altéré et le climat de montagne ou de marges de montagne et est dans une zone de transition entre les régions climatiques « Centre et contreforts nord du Massif Central » et « Ouest et nord-ouest du Massif Central ».
Pour la période 1971-2000, la température annuelle moyenne est de 10,7 °C, avec une amplitude thermique annuelle de 16,2 °C. Le cumul annuel moyen de précipitations est de 813 mm, avec 11 jours de précipitations en janvier et 7,1 jours en juillet. Pour la période 1991-2020, la température moyenne annuelle observée sur la station météorologique de Météo-France la plus proche, sur la commune de Montmarault à 13 km à vol d'oiseau, est de 11,2 °C et le cumul annuel moyen de précipitations est de 811,6 mm,. Pour l'avenir, les paramètres climatiques de la commune estimés pour 2050 selon différents scénarios d'émission de gaz à effet de serre sont consultables sur un site dédié publié par Météo-France en novembre 2022.

## Urbanisme

### Typologie
Au 1er janvier 2024, Rocles est catégorisée commune rurale à habitat très dispersé, selon la nouvelle grille communale de densité à 7 niveaux définie par l'Insee en 2022.
Elle est située hors unité urbaine et hors attraction des villes,.

### Occupation des sols

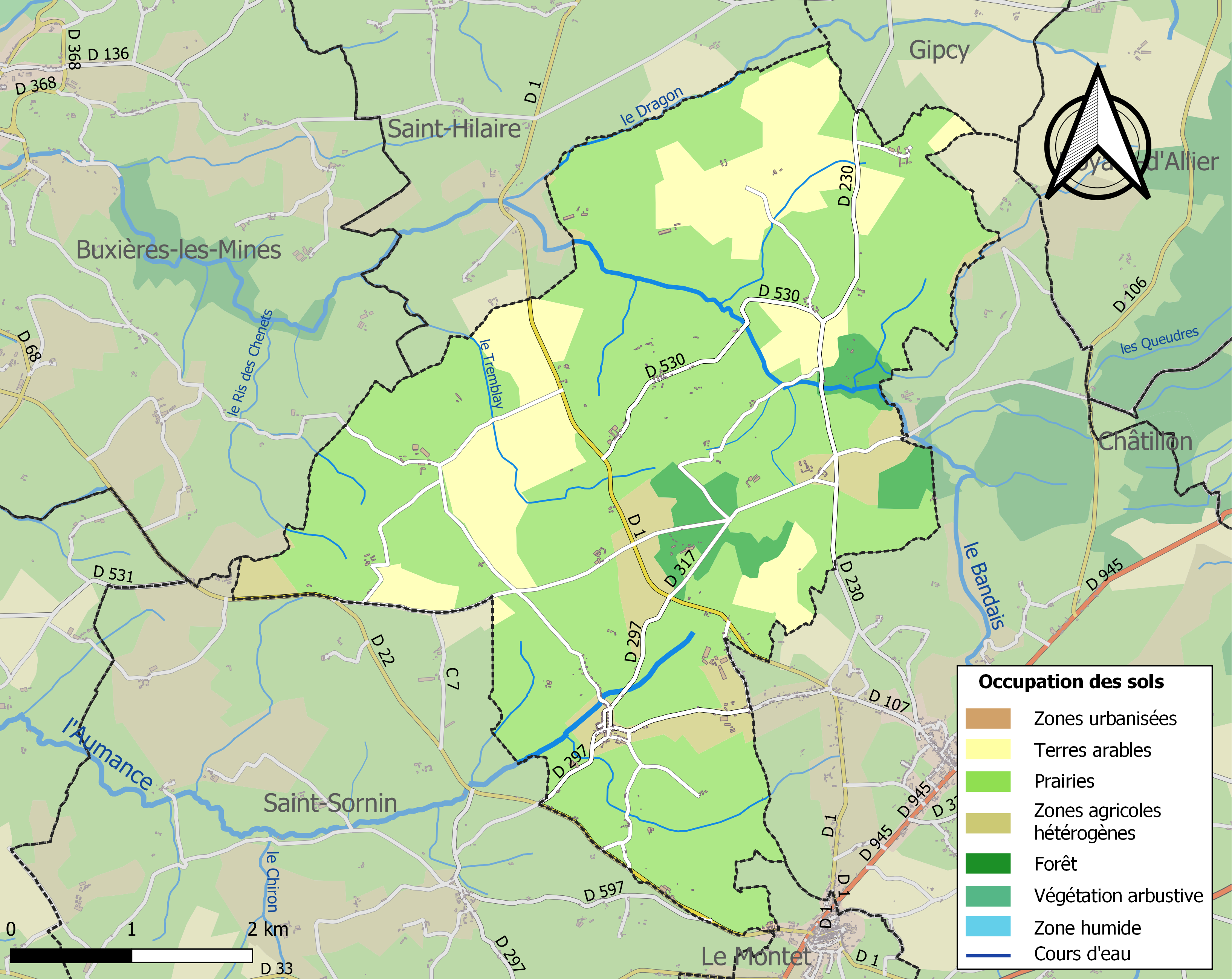
Carte des infrastructures et de l'occupation des sols de la commune en 2018 (CLC).

L'occupation des sols de la commune, telle qu'elle ressort de la base de données européenne d’occupation biophysique des sols Corine Land Cover (CLC), est marquée par l'importance des territoires agricoles (95,5 % en 2018), une proportion identique à celle de 1990 (95,5 %). La répartition détaillée en 2018 est la suivante : 
prairies (70,5 %), terres arables (18,1 %), zones agricoles hétérogènes (6,9 %), forêts (4,5 %).
L'IGN met par ailleurs à disposition un outil en ligne permettant de comparer l’évolution dans le temps de l’occupation des sols de la commune (ou de territoires à des échelles différentes). Plusieurs époques sont accessibles sous forme de cartes ou photos aériennes : la carte de Cassini (XVIIIe siècle), la carte d'état-major (1820-1866) et la période actuelle (1950 à aujourd'hui).

## Politique et administration
Rocles fait partie du canton de Souvigny après les élections départementales de 2015, à la suite du redécoupage des cantons. Avant mars 2015, elle dépendait du canton du Montet.
| Période                                  | Période   | Identité           | Étiquette | Qualité                                                         |
| ---------------------------------------- | --------- | ------------------ | --------- | --------------------------------------------------------------- |
| Les données manquantes sont à compléter. |           |                    |           |                                                                 |
| ?                                        | ?         | Alphonse Chaubiron | PCF       | Conseiller général du canton du Montet (1938-1940 et 1945-1949) |
|                                          |           |                    |           |                                                                 |
| avant 1981                               | ?         | Paul Régerat       | PCF       |                                                                 |
| mars 2001                                | mars 2008 | Edmond Malley      | Les Verts |                                                                 |
| mars 2008                                | mai 2020  | Robert Bougerolle  |           | Retraité de l'enseignement                                      |
| mai 2020                                 | En cours  | Thierry Guillot    |           | Retraité agricole                                               |

## Population et société

### Démographie
L'évolution du nombre d'habitants est connue à travers les recensements de la population effectués dans la commune depuis 1793. Pour les communes de moins de 10 000 habitants, une enquête de recensement portant sur toute la population est réalisée tous les cinq ans, les populations de référence des années intermédiaires étant quant à elles estimées par interpolation ou extrapolation. Pour la commune, le premier recensement exhaustif entrant dans le cadre du nouveau dispositif a été réalisé en 2006.

En 2022, la commune comptait 330 habitants, en évolution de −12,93 % par rapport à 2016 (Allier : −1,38 %, France hors Mayotte : +2,11 %).
| 1793 | 1800 | 1806 | 1821 | 1831 | 1836 | 1841 | 1846 | 1851 |
| ---- | ---- | ---- | ---- | ---- | ---- | ---- | ---- | ---- |
| 512  | 614  | 434  | 459  | 503  | 528  | 502  | 517  | 502  |

| 1856 | 1861 | 1866 | 1872 | 1876 | 1881 | 1886 | 1891 | 1896 |
| ---- | ---- | ---- | ---- | ---- | ---- | ---- | ---- | ---- |
| 502  | 501  | 506  | 501  | 480  | 487  | 518  | 495  | 483  |

| 1901 | 1906 | 1911 | 1921 | 1926 | 1931 | 1936 | 1946 | 1954 |
| ---- | ---- | ---- | ---- | ---- | ---- | ---- | ---- | ---- |
| 456  | 470  | 428  | 423  | 424  | 435  | 549  | 559  | 549  |

| 1962 | 1968 | 1975 | 1982 | 1990 | 1999 | 2006 | 2011 | 2016 |
| ---- | ---- | ---- | ---- | ---- | ---- | ---- | ---- | ---- |
| 363  | 363  | 382  | 419  | 367  | 373  | 362  | 390  | 379  |

| 2021 | 2022 | - | - | - | - | - | - | - |
| ---- | ---- | - | - | - | - | - | - | - |
| 347  | 330  | - | - | - | - | - | - | - |

## Culture locale et patrimoine

### Lieux et monuments

#### Architecture civile
- Château de la Lande (XIVe siècle)[21] ; parmi ses anciens propriétaires on peut citer la famille de Lichy de Lichy.
- Château de Franchesse.
- Le Prieuré, construit vers 1780 par Pierre Lucas de Frise, prieur de Rocles, dans le bourg. Le bâtiment comporte un corps de logis principal à un niveau plus un niveau de combles éclairé de lucarnes, avec deux ailes en retrait.

#### Architecture sacrée
- Église Saint-Saturnin de Rocles.
- Chapelle de la Busserie de Rocles.

#### Sites
- Étang du Lion, qui dépendait du château de Montbillon situé sur la commune voisine de Saint-Sornin.

### Personnalités liées à la commune
- Famille de Lichy de Lichy, noblesse d'extraction du Nivernais, distinguée par Henri IV pour faits de guerre. Elle posséda le château de la Lande pendant plus de deux siècles.
- Pierre Lucas, dit Lucas de Frise, prieur de Rocles. Il construisit le Prieuré. Né vers 1733, il mourut le 26 juillet 1794, déporté sur les pontons de Rochefort comme prêtre réfractaire, ainsi que son frère aîné François Lucas, qui était prieur de la paroisse voisine de Chappes.
- Marcel Génermont (1891-1983), architecte des monuments historiques de l'Allier et président de la Société d'émulation du Bourbonnais est mort à Rocles.
- Fernand Auberger (1900-1962), né à Rocles, sénateur de l'Allier.